# Via Campesina
Via Campesina (från spanskans la vía campesina, böndernas väg) är en bondeorganisation som beskriver sig själv som ”en internationell rörelse som koordinerar organisationer av små och medelstora producenter, jordbruksarbetare, landsbyggskvinnor och ursprungsbefolkningar från Asien, Afrika, Amerika och Europa”. Den utgörs av en koalition av över 148 organisationer och arbetar för hushållsbaserat och hållbart jordbruk. 
Via Campesina var den organisation som myntade begreppet ”matsuveränitet” (food sovereignty). Matsuveränitet handlar om rätten att producera mat på sitt eget territorium. Organisationen har sedan 1999 drivit kampanjen ”Global Campaign for Agrarian Reform” i opposition mot marknadsorienterade jordbruksreformer.  Via Campesina grundades 1992 av jordbruksorganisationer från Europa och Latinamerika. Organisationens första huvudkontor fanns i Belgien men flyttades sedan till Tegucigalpa i Honduras. Idag är huvudkontoret i Jakarta i Indonesien och Henry Saragih är organisationens generalsekreterare. 
Organisationen är uppdelad i nio regioner världen över och har medlemsorganisationer i 69 länder. Den får olika typer av stöd från välgörenhetsorganisationer, fonder och offentliga institutioner och representerar uppskattningsvis 150 miljoner medlemmar i världen. Den europeiska grenen av Via Campesina är medlem i näterket Climate Justice Action  som bland annat driver kampanjer som kräver radikalare klimatpolitik i samband med FN:s klimatförhandlingar. Den svenska jordbruksorganisationen Nordbruk är en av Via Campesinas medlemsorganisationer.